# Psyche minor
Psyche minor är en fjärilsart som beskrevs av Chapman 1900. Psyche minor ingår i släktet Psyche och familjen säckspinnare. Inga underarter finns listade.